# MC Remsy
DJ/MC Remsy is een Nederlandse dj/MC.

## Loopbaan
In 1992 begon hij met draaien op feesten als Multigroove en in clubs als Amnesia, Hemkade en Trance Buddha. Hij werd landelijk bekend door de videoclip "I Wanna Be a Hippy" van Technohead. Hij was een van de eerste vier Party Animals.
Na vier nummer 1-hits met deze groep en een single met Flamman & Abraxas ("Good to Go") besloot hij solo te gaan, richtte het Wapsquad DJ-team op en tekende een contract bij ID&T. Hiermee stond hij op grote feesten zoals Thunderdome en Mysteryland.
In 2002 kwam Remsy terug bij de vernieuwde Party Animals. In november 2004 besloot hij het wat rustiger aan te gaan doen en stapte wederom uit de groep. De jaren daarna stond hij nog regelmatig op de planken op talloze feesten als MC van de dj's Flamman & Abraxas en als DJ Remsy.
Sinds 2017 maakt hij deel uit van de hardcoregroep Mainstage Maffia, waarmee hij de hele wereld rond toerde.